# Movares
Movares Nederland B.V. beter bekend als Movares en voorheen als 'Holland Railconsult'. Het ontstond in  1995 maar vond zijn oorsprong in Strukton uit 1974 en de 'N.V. het Spoorwegbouwbedrijf' uit 1921. Het is een advies- en ingenieursbureau dat actief is op het gebied van infrastructuur, mobiliteit, digitale transformatie, klimaatadaptatie, energietransitie en circulair bouwen. 
Het bureau werkt aan het ontwerp en de bouw van stations, bruggen, viaducten en andere kunstwerken. Het participeert in het ontwikkelen van nieuwe concepten in het openbaar vervoer. De ontwerpafdeling werkt onder de naam StudioSK.

## Geschiedenis
In 1995 kwam het ingenieursbureau juridisch los te staan van eigenaar Nederlandse Spoorwegen (NS). Het kreeg toen de naam Holland Railconsult. Grote projecten zoals de Betuweroute en de hogesnelheidslijn zorgden voor een bloeiperiode. In 2001 werd het bedrijf door NS verkocht aan het management. In 2006 werd de naam gewijzigd in Movares. Het bedrijf is geleidelijk veranderd van een firma gespecialiseerd in spoorweginfrastructuur tot een breder georiënteerd advies- en ingenieursbureau dat vaker actief is buiten Nederland. Het opereerde daar al langer onder de naam Movares.
De onderneming werkte aan grote en kleine (deel)projecten. Belangrijke projecten waarin geparticipeerd is waren de Hogesnelheidslijn Schiphol - Antwerpen (HSL-Zuid), de Betuweroute en het project VleuGel met onder meer de aanleg van twintig stoptrein-stations. Regionale openbaarvervoerprojecten waren RandstadRail en de RijnGouwelijn.

## Smart Engineering
Movares werd in 2023 overgenomen door Innovus Smart Engineering. In 2024 werd bekend gemaakt dat de acht bedrijven van de Innovus-groep verder gaan onder de naam 'Movares'. Deze bedrijven – Movares, Movares Water, BRO Adviseurs in Ruimtelijke Ordening, MUG Ingenieursbureau, Ingenieursburo Ulehake, Zonneveld Ingenieurs, TRAJECT Adviseurs en managers en B&Z Bouwtechniek – verliezen hun naam en gaan verder onder de merknaam Movares Smart Urban Engineering.